# Пушкіне (Феодосійський район)
Пу́шкіне (до 1945 року — Есєнікі́ (крим. Eseniki) — село в Україні, в Феодосійському районі Автономної Республіки Крим. Розташоване на півдні району. Центр Пушкінської сільської ради. Населення — 1386 осіб (2001).
У 2023 році у проєкті Постанови Верховної Ради України «Про перейменування деяких населених пунктів Автономної Республіки Крим» село запропоновано перейменувати на Есеніки.

## Населення

### Мова
Розподіл населення за рідною мовою за даними перепису 2001 року:
| Мова                | Відсоток |
| ------------------- | -------- |
| російська           | 49,5 %   |
| кримськотатарська   | 34,13 %  |
| українська          | 15,01 %  |
| інші/не визначилися | 1,36 %   |

1. ↑  також Есє́н-Екі́, Есєнінки́, крим. Eseniñki
2. ↑  Повідомлення про оприлюднення проєкту Постанови Верховної Ради України «Про перейменування деяких населених пунктів Автономної Республіки Крим».
3. ↑  Рідні мови в об'єднаних територіальних громадах України — Український центр суспільних даних